# Bacteria chiriquensis
Bacteria chiriquensis är en insektsart som först beskrevs av Brunner von Wattenwyl 1907.  Bacteria chiriquensis ingår i släktet Bacteria och familjen Diapheromeridae. Inga underarter finns listade.